# Vörösszárnyú tangara
A vörösszárnyú tangara (Tangara lavinia)  a madarak osztályának verébalakúak (Passeriformes) rendjébe és a tangarafélék (Thraupidae) családjába tartozó  faj.

## Rendszerezése
A fajt John Cassin amerikai ornitológus írta le 1858-ban, a Calliste nembe Calliste lavinia néven.

## Alfajai
- Tangara lavinia cara (Bangs, 1905)
- Tangara lavinia dalmasi (Hellmayr, 1910)
- Tangara lavinia lavinia (Cassin, 1858)[2]

## Előfordulása
Közép-Amerikában, Belize, Costa Rica, Guatemala, Honduras, Nicaragua, Panama és Dél-Amerika északi részén, Kolumbia és Ecuador területén honos. Természetes élőhelyei a szubtrópusi és trópusi síkvidéki esőerdők. Állandó, nem vonuló faj.

## Megjelenése
Testhossza 13 centiméter.

## Életmódja
Gyümölcsökkel és ízeltlábúakkal táplálkozik.

## Természetvédelmi helyzete
Az elterjedési területe elég nagy, egyedszáma pedig stabil. A Természetvédelmi Világszövetség Vörös listáján nem fenyegetett fajként szerepel.